# Supercupa Nigeriei
Supercupa Nigeriei este o competiție fotbalistică care s-a înființat în anul 1984. Practic este o finală care se joacă între echipa campioană a primei ligi și echipa câștigătoare a Cupei Nigeriei.

## Rezultate
| Finala | Câștigătoare | Scor | Finalistă | Finala | Câștigătoare | Scor | Finalistă |
| ------ | ------------ | ---- | --------- | ------ | ------------ | ---- | --------- |

| 2018 | Lobi Stars    | 1 - 0 | Enugu Rangers |      |                |       |               |
| 2016 | Akwa ✠        | 0 - 0 | Enyimba       | 2017 | Ifeanyi Ubah ✠ | 0 - 0 | Enugu Rangers |
| 2011 | Heartland     | 1 - 0 | Dolphins      | 2012 | Heartland      | 2 - 1 | Kano Pillars  |
| 2009 | Bayelsa       | 1 - 0 | Enyimba       | 2010 | Enyimba ✠      | 0 - 0 | Kaduna        |
| 2004 | Dolphins      | [ 1 ] | Enugu Rangers | 2006 | Ocean⁠(d)       | 1 - 0 | Dolphins      |
| 2002 | Julius Berger | 1 - 0 | Enyimba       | 2003 | Enyimba ✠      | 0 - 0 | Lobi Stars    |
| 2000 | Julius Berger | 2 - 1 | Tornadoes     | 2001 | Enyimba        | 2 - 0 | Dolphins      |
| 1984 | Leventis⁠(d)   | 2 - 1 | Enugu Rangers | 1999 | Lobi Stars     | 2 - 1 | Plateau       |